# مسجد الحجيجية
مسجد الحجيجية من مساجد مدينة طرابلس بلبنان ، يقع في محلة الرمانة، ويطلُّ على سوق النحاسين. ولا يذكره الرحالة الذين زاروا طرابلس من أمثال النابلسي والعطيفي وابن محاسن الذين عدّدوا المساجد الجامعة في طرابلس، مما يعني أنّه لم يكن من المساجد الجامعة. ويضم هذا المسجد أعمدة رخامية مزخرفة، وله مئذنة مختلفة عن سائر مآذن المدينة، له مئذنة مربّعة بها تأثيرات صليبية، اعتبرها الدكتور تدمري من بقايا برج كنيسة صليبية حوّلها المماليك إلى مسجد، ويرجح تاريخه إلى سنة 861هـ/1456م؛ تغيرت مساحته قبل نحو ربع قرن، ونصب فيه منبر.
وقد عثرت في سجلات المحكمة الشرعية في طرابلس على وثيقة تعيين مدرّس في هذا المسجد، تعود إلى العام 1150هـ/1738م. جاء فيها: "بمجلس الشرع الشريف المشار إليه قرّر متوليه مولانا وسيدنا الحاكم الشرعي، حافظ هذا الكتاب الشرعي فخر ،الشيخ محمد بن محمد أفندي الأزهري في وظيفة قراءة جزء شريف بمسجد الحجيجية."